# Bình Sơn
 Bình Sơn là một huyện đồng bằng ven biển, nằm ở cửa ngõ phía bắc của  tỉnh Quảng Ngãi, Việt Nam.

## Địa lý
Huyện Bình Sơn nằm ở phía bắc của tỉnh Quảng Ngãi, có vị trí địa lý:
- Phía đông giáp Biển Đông
- Phía tây giáp huyện Trà Bồng
- Phía nam giáp thành phố Quảng Ngãi và huyện Sơn Tịnh
- Phía bắc giáp huyện Núi Thành, tỉnh Quảng Nam.

Huyện Bình Sơn có diện tích tự nhiên là 426,78 km² và dân số là 182.150 người.
Địa hình của huyện khá phức tạp, có cả vùng đồng bằng, bán bình nguyên và núi cao. Đường bờ biển cắt xẻ tạo thành nhiều vũng vịnh.

## Hành chính
Huyện Bình Sơn có 22 đơn vị hành chính cấp xã trực thuộc, bao gồm thị trấn Châu Ổ (huyện lỵ) và 21 xã: Bình An, Bình Chánh, Bình Châu, Bình Chương, Bình Đông, Bình Dương, Bình Hải, Bình Hiệp, Bình Hòa, Bình Khương, Bình Long, Bình Minh, Bình Mỹ, Bình Nguyên, Bình Phước, Bình Tân Phú, Bình Thanh, Bình Thạnh, Bình Thuận, Bình Trị, Bình Trung.

## Lịch sử
Sau năm 1975, huyện Bình Sơn thuộc tỉnh Nghĩa Bình, gồm 24 xã: Bình Chánh, Bình Châu, Bình Chương, Bình Đông, Bình Dương, Bình Hải, Bình Hiệp, Bình Hòa, Bình Khương, Bình Long, Bình Minh, Bình Mỹ, Bình Nguyên, Bình Phú, Bình Phước, Bình Tân, Bình Thanh, Bình Thạnh, Bình Thới, Bình Thuận, Bình Trị, Bình Trung, Bình Vĩnh và Bình Yến.
Ngày 23 tháng 10 năm 1978, thành lập xã Bình An tại vùng kinh tế mới.
Ngày 13 tháng 3 năm 1979, sáp nhập hai xã Bình Vĩnh và Bình Yến thành xã Lý Sơn.
Ngày 22 tháng 3 năm 1984, đổi tên xã Bình Vĩnh thành xã Lý Vĩnh, đổi tên xã Bình Yến thành xã Lý Hải.
Ngày 19 tháng 2 năm 1986, thành lập thị trấn Châu Ổ (thị trấn huyện lỵ huyện Bình Sơn) trên cơ sở sáp nhập: 
- 56,5 ha đất với 628 nhân khẩu của xã Bình Long
- 60,7 ha đất với 3.477 nhân khẩu của xã Bình Thới
- 35 ha đất với 930 nhân khẩu của xã Bình Trung và 1.286 nhân khẩu là cán bộ công nhân viên của các cơ quan, đơn vị trực thuộc huyện đóng tại thị trấn.[5]

Ngày 30 tháng 6 năm 1989, tỉnh Quảng Ngãi được tái lập từ tỉnh Nghĩa Bình, huyện Bình Sơn thuộc tỉnh Quảng Ngãi.
Ngày 1 tháng 1 năm 1993, tách 2 xã Lý Hải và Lý Vĩnh để thành lập huyện đảo Lý Sơn.
Ngày 4 tháng 6 năm 1998, chia xã Bình Thanh thành 2 xã: Bình Thanh Đông và Bình Thanh Tây.
Ngày 1 tháng 2 năm 2020: 
- Sáp nhập xã Bình Thới vào thị trấn Châu Ổ
- Sáp nhập xã Bình Phú và xã Bình Tân thành xã Bình Tân Phú
- Sáp nhập xã Bình Thanh Đông và xã Bình Thanh Tây trở lại thành xã Bình Thanh.
- Dự kiến năm 2025 thị trấn Châu Ổ sẽ sát nhập 1 phần xã Bình Long vào thị trấn và trở thành thị xã Châu Ổ.

Huyện Bình Sơn có 1 thị trấn và 21 xã như hiện nay.

## Kinh tế
Kinh tế của huyện chủ yếu thuần nông. Tuy nhiên, qua khảo sát các vũng, vịnh tại Việt Nam của Đoàn công tác Chính phủ Việt Nam năm 1992 thì vịnh Dung Quất cùng vịnh Chân Mây (tỉnh Thừa Thiên Huế) có ưu thế hơn trong việc xây dựng cảng nước sâu, khả năng tiếp nhận được tàu 100.000 tấn.
Năm 1995, nguyên Thủ tướng Chính phủ Võ Văn Kiệt ký quyết định xây dựng nhà máy lọc dầu Dung Quất, nhà máy lọc dầu đầu tiên của Việt Nam, tại vịnh Việt Thanh nằm tại xã Bình Trị, huyện Bình Sơn. Sau gần 10 năm xây dựng, năm 2003, phía Việt Nam đã bàn với đối tác Nga để Việt Nam tự đầu tư (do cơ chế liên doanh 50:50 trước đây làm chậm trễ tiến độ xây dựng công trình). Năm 2005, Việt Nam chọn đối tác Technip (Pháp) cùng các nhà thầu phụ (Nhật Bản, Hà Lan, Ý và Tây Ban Nha) để xây nhà máy.
Đã có hơn 100 dự án đầu tư vào khu kinh tế Dung Quất với tổng số vốn xấp xỉ 7 tỷ USD, trong đó có 2 dự án đầu tư trực tiếp của nước ngoài có số vốn lớn: Nhà may luyện thép Hòa Phát Dung Quất (3,5 tỷ USD) và một dự án đầu tư của nhà đầu tư Hàn Quốc (200 triệu USD). Từ vị trí là tỉnh thu hút trực tiếp đầu tư nước ngoài xếp thứ 37 cả nước, Quảng Ngãi đã vươn lên thành tỉnh có vốn đầu tư FDI xếp thứ 11 cả nước và trở thành một trong năm tỉnh thu hút FDI cao nhất cả nước năm 2006.
Trên địa bàn huyện Bình Sơn hiện đang xây dựng khu đô thị mới Vạn Tường với đầy đủ các tiện ích như: bưu điện, trường dạy nghề, bệnh viện quốc tế, khu chuyên gia, khu du lịch sinh thái Thiên Đàn (hay còn gọi là khu du lịch sinh thái Bốn mùa)... Đối với ngành công nghiệp tại đây, tỉnh xây dựng hệ thống giao thông, điện, nước đến từng hàng rào nhà máy với chính sách ưu đãi.
Tháng 6 năm 2006, tại đây đã khởi công xây dựng tuyến đường nhánh đường Hồ Chí Minh nối khu kinh tế Dung Quất và thị trấn Trà My (huyện Bắc Trà My, tỉnh Quảng Nam). Đây là tuyến huyết mạch nối Dung Quất với vùng đông bắc Campuchia và Lào.
Đây cũng là địa phương có tuyến đường cao tốc Đà Nẵng – Quảng Ngãi đi qua.

### Hệ thống cảng biển
Trên địa bàn huyện Bình Sơn có 2 cảng biển, gồm:
- Cảng Sa Kỳ, xã Bình Châu.
- Cảng Dung Quất, xã Bình Thuận.

## Du lịch
Huyện có nhiều bãi tắm đẹp như: Khe Hai (xã Bình Thạnh); Lệ Thủy Lưu trữ ngày 4 tháng 12 năm 2019 tại Wayback Machine (biển bậc thang), Dung Quất (xã Bình Thuận), Ba Làng An (xã Bình Châu). Huyện còn có di tích cấp quốc gia về vụ thảm sát Bình Hòa (do lính Hàn Quốc gây ra năm 1966 làm 430 người dân bị thiệt mạng). Tại xã Bình Hải (Vạn Tường) hiện có nhà bảo tàng Chiến thắng Vạn Tường (chiến thắng chiến lược chiến tranh cục bộ, cuộc hành quân "ánh sáng sao", của quân đội Hoa Kỳ ngày 18 tháng 8 năm 1965).

## Danh nhân
- Nguyễn Tự Tân
- Nhà thơ Tế Hanh
- Nguyễn Tấn Kỳ